# Henri Hazebrouck
Henri Alphonse Hazebrouck (Roubaix, Nord, 21 de juliol de 1877 – Roubaix, 1 de setembre de 1948) va ser un remer francès que va competir a primers del segle xx. El 1900 va prendre part en els Jocs Olímpics de París, on guanyà una medalla d'or en la prova de quatre amb timoner com a membre de l'equip Cercle de l'Aviron Roubaix.